# Vought XF3U
Le Vought XF3U était le prototype d'un chasseur embarqué biplan biplace américain à construction entièrement métallique, conçu et construit par la société Chance Vought de Dallas, au Texas, pour la marine américaine.

## Conception et développement
Le XF3U fut conçu pour répondre à la spécification « Design Specification No. 111 » émise en 1932 par le Bureau of Aeronautics (BuAer) de l'US Navy, qui faisait appel à un chasseur embarqué à hautes performances avec un train d'atterrissage fixe et propulsé par un moteur en étoile refroidi par air Pratt & Whitney R-1535 Twin Wasp Junior.
Sur les sept avions proposés, seuls les biplans XF3U-1 et Douglas XFD-1 furent sélectionnés, et le 30 juin 1932, la marine commanda la production d'un exemplaire de chacun de ces deux avions. Plus tard, un exemplaire du SBC Helldiver de Curtiss fut également commandé, mais il était l'unique monoplan du trio et devait surtout permettre de tester des technologies plus avancées. Le XF3U fut le premier avion « tout-métal » produit par Vought. Il était également équipé d'un cockpit fermé. Pendant les essais menés en 1933, il surclassa le Douglas en performances et fut désigné vainqueur de la compétition.

## Histoire opérationnelle
L'avion ne connut aucune carrière opérationnelle dans la marine américaine, car bien que ses résultats lors des essais aient été excellents, la Navy s'était désintéressée des concepts de chasseurs biplaces, et aucun appareil de série ne fut commandé. Seulement un prototype XF3U fut produit (celui des essais), puis cet avion fut modifié pour devenir un bombardier en piqué. Il devint alors le prototype XSBU du Vought SBU Corsair.
Cet avion semble ne pas avoir survécu jusqu'à nos jours, car aucun XSBU n'est exposé dans un quelconque musée.